# Sarkofag Seianti Hanunii Tlesnasy
Sarkofag Seianti Hanunii Tlesnasy – datowany na II wiek p.n.e. terakotowy sarkofag etruskiej damy, znajdujący się obecnie w zbiorach Muzeum Brytyjskiego.
Sarkofag został odnaleziony w 1886 roku w niewielkim grobowcu w Poggio Cantarello niedaleko Chiusi w Toskanii. W ścianach komnaty grobowej na żelaznych gwoździach zawieszone były wykonane ze srebra dary pośmiertne, obecnie zaginione: zwierciadło, flakonik na perfumy, skrzynka na biżuterię i skrobaczka. W 1887 roku sarkofag został zakupiony przez Muzeum Brytyjskie.
Wykonany z terakoty sarkofag ma wymiary 122×183 cm. Wewnątrz znajdują się szczątki kobiety pochowanej w wieku 50–55 lat. Zmarła miała około 1,52 m wzrostu, widoczne na kościach ślady obrażeń świadczą, że przeżyła groźny wypadek, przypuszczalnie upadając z konia. Skrzynia sarkofagu ozdobiona jest naprzemiennymi ornamentami w postaci tryglifu i rozety. Na boku skrzyni wyryte zostało epitafium z imieniem zmarłej: seianti hanunia tlesnasa. Składające się z dwóch części wieko wieńczy realistyczny posąg właścicielki sarkofagu. Odziana w pozbawiony rękawów chiton oraz płaszcz Hanunia leży na materacu, oparta o poduszkę. W lewej ręce trzyma zwierciadło, prawą natomiast unosi osłaniający jej głowę płaszcz. O wysokim statusie zmarłej świadczy jej biżuteria: diadem, kolczyki, naszyjnik, bransolety i pierścień.